# J.W. Robinson
James William Robinson, född 19 januari 1878 i Coalville i Utahterritoriet, död 2 december 1964 i Escondido i Kalifornien, var en amerikansk demokratisk politiker. Han var ledamot av USA:s representanthus 1933–1947.
Robinson avlade 1912 juristexamen vid University of Chicago. Han arbetade sedan som advokat i Provo och tjänstgjorde som åklagare i Utah County 1918–1921. Robinson efterträdde 1933 Frederick C. Loofbourow som kongressledamot och efterträddes 1947 av William A. Dawson.
Robinson avled 1964 och gravsattes på Provo City Cemetery i Provo.